# Silurichthys sanguineus
Silurichthys sanguineus är en fiskart som beskrevs av Roberts, 1989. Silurichthys sanguineus ingår i släktet Silurichthys och familjen malfiskar. Inga underarter finns listade i Catalogue of Life.